# Pierre Jean-Baptiste Bradel
Pierre Jean-Baptiste Bradel né vers 1750 et mort à une date inconnue, est un dessinateur et graveur français. Il signe « J. B. Bradel », « P. J. B. Bradel » ou « P. J. Bradel ».

## Biographie
D'après Beraldi et Portalis qui le nomment « Jean-Baptiste Bradel », il travaille à Paris entre 1768 et 1785. 
Il est sans doute l'élève de Charles Eisen.
En octobre 1768, il possède boutique rue Saint-Jacques, à l'enseigne de « la maison-neuve des Dames de la Visitation » ; il est mentionné pour la première fois dans la presse comme interprète d'un tableau d'Alexis Grimou, Jeune Enfant jouant du galoubet avec le tambour de Provence,. Entre 1769 et 1776, l'adresse de son atelier parisien est au « Bureau des relieurs », rue des Sept Voies au Collège Fortet. Cependant, dans l'intervalle, il indique être rue Saint-Jacques, dans la maison de Guillaume-Nicolas Desprez, imprimeur du roi. On ignore s'il est lié ou non à la célèbre et nombreuse famille de relieurs parisiens, les Bradel.
Il produit de nombreux portraits gravés, aussi bien originaux, que de reproduction.
Deux d'entre eux, Mlle d'Eon de Beaumont et Portrait du Chevalier d'Eon en dragon, représentent le célèbre chevalier d'Eon, composés en 1779.
La Bibliothèque nationale de France conserve 28 portraits sous la forme d'estampes.
Curieusement, il signe trois de ses dernières œuvres répertoriées, dont le portrait de Benoît XIV, « Bradel, citoyen de Saint-Malo ».

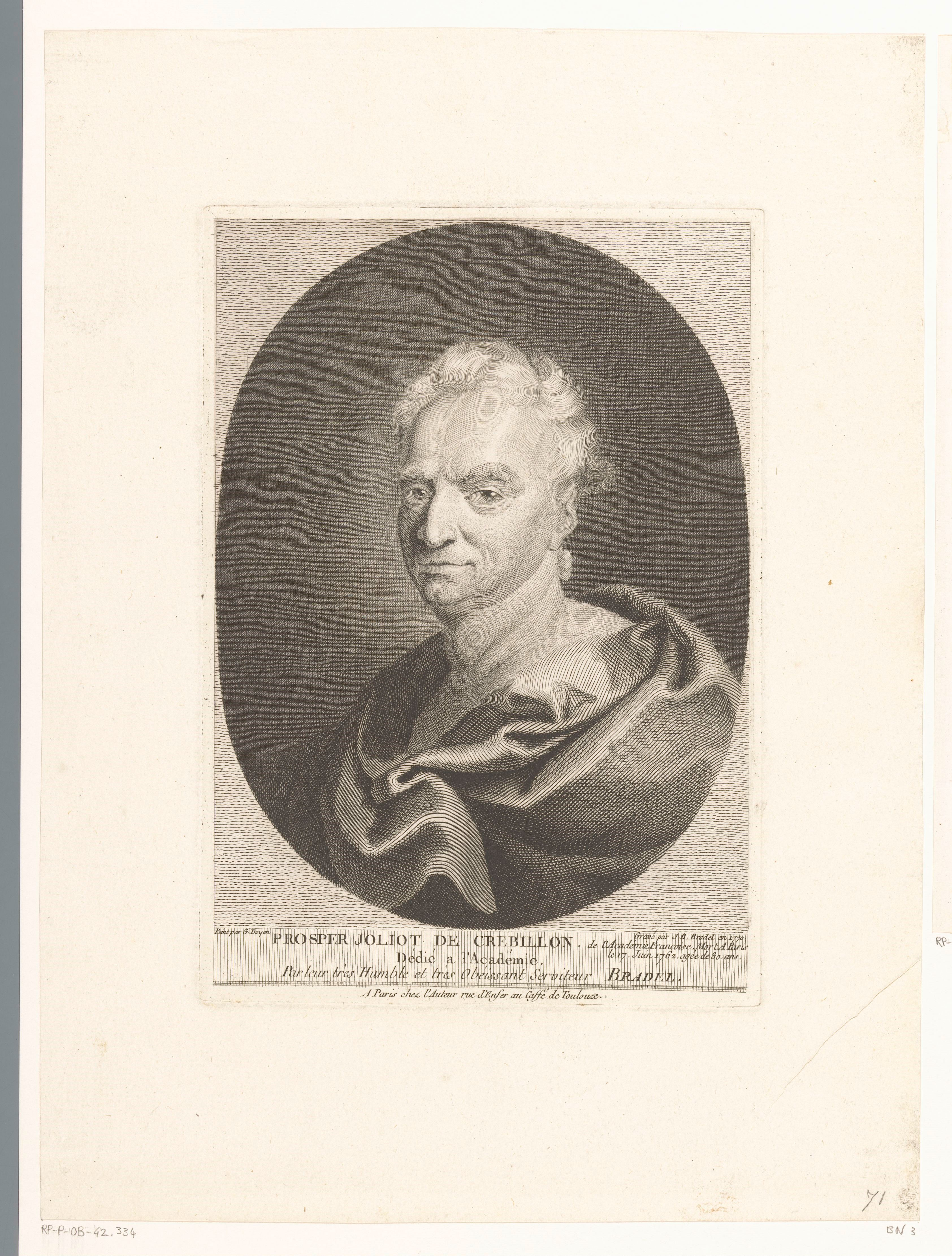
Prosper Jolyot de Crébillon (portrait gravé d'après Gabriel-François Doyen, 1770).

## Ouvrages illustrés
- Jean Antoine Nollet, L'art des expériences, ou Avis aux amateurs de la physique, sur le choix, la construction et l'usage des instruments; sur la préparation et l'emploi des drogues qui servent aux expérience, Paris, chez P. E. G. Durand, 1770.
- Joseph Louis Ripault-Desormeaux, Histoire de la maison de Bourbon, Imprimerie Royale, 1772-1788.
- Louis d'Ussieux, Le Décaméron françois, Paris, [Dufour], [1774].
- Cervantès, Nouvelles espagnoles, traduction nouvelle par Lefebvre de Villebrune, Paris, Chez Costard, 1775.
- Isaac Mathieu Crommelin, Encyclopedie élémentaire ou Rudiment des sciences et des arts, Autun : Chez P.P. Dejussieu, 1775.
- Jean Baptiste Lefebvre de Villebrune, Hippokratēs Aphorismoi / Hippocratis Aphorismi, ad fidem veterum monimentorum castigati latine versi, chez Clousier, 1779.
- Œuvres de Blaise Pascal, tome IV, La Haye, Chez Detune, 1779.
- [Peyraud de Beaussol] de La Fortelle, La vie militaire, politique et privée de demoiselle Charles-Geneviève-Louise-Auguste-Andrée-Timothée Éon ou d'Éon de Beaumont, Paris : Chez Lambert, imprimeur-libraire, rue de la Harpe, 1779.
- Antoine Joseph Dezallier d'Argenville, La Conchyliologie, ou, Histoire naturelle des coquilles de mer, d'eau douce, terrestres et fossiles..., chez Guillaume De Bure fils aîné, 1780.
- Antoine de Cournand, Les Styles, poème en quatre chants, Paris, Veuve Duchesne, 1781.
- Louis Antoine Caraccioli [anonym.], La Vie du pape Benoît XIV Prosper Lambertini, avec des notes instructives, & son portrait, Paris : rue, et Hôtel Serpente, [Gaspard Joseph Cuchet], 1783.